# Cirolana (Anopsilana) pustulosa
Cirolana (Anopsilana) pustulosa is een pissebed uit de familie Cirolanidae. De wetenschappelijke naam van de soort is voor het eerst geldig gepubliceerd in 1925 door Hale.